# کوشانکا-ترویانووکا
کوشانکا-ترویانووکا (به لهستانی:  Kosianka-Trojanówka) یک روستا در لهستان است که در گمینا گروجیسک واقع شده‌است.
 کوشانکا-ترویانووکا  ۳۰ نفر جمعیت دارد.